# Phare d'Antofagasta (est)
Le phare du quai est d'Antofagasta (en espagnol : Faro Antofagasta Molo Este) est un phare actif situé à l'entrée du port d'Antofagasta (Province d'Antofagasta), dans la Région d'Antofagasta au Chili.
Il est géré par le Service hydrographique et océanographique de la marine chilienne.

## Histoire
Le phare est situé en bout du quai est du port moderne d'Antofagasta. il fonctionne à l'énergie solaire.

## Description
Ce phare est une tourelle cylindrique en fibre de verre], avec une lanterne de 5 m de haut. La tour est peinte en vert foncé. Son feu fixe émet, à une hauteur focale de 6 m, un éclat vert par période de 5 secondes. Sa portée n'est pas connue.
Identifiant : ARLHS : CHI-... - Amirauté : G1947 - NGA : 111-1120 .
|                    |
| Port d'Antofagasta |

### Lien connexe
- Liste des phares du Chili